# El enemigo público
El enemigo público (título original, en inglés: The Public Enemy) es una película de gánsteres estadounidense de la época pre-code (1931), dirigida por William A. Wellman y protagonizada por James Cagney, Jean Harlow, Edward Woods, Joan Blondell, Beryl Mercer, Donald Cook y Mae Clarke. Está basada en la novela no publicada Beer and Blood de John Bright y Kubec Glasmon, dos periodistas que habían sido testigos de la rivalidad de Al Capone con otras bandas durante la época de la prohibición.

## Sinopsis
La película narra la historia de Tom Powers y Matt Doyle, dos jóvenes en el bajo mundo de Chicago que se dedican a hacer fechorías. Con la llegada de la ley seca, ambos aprovechan para adentrarse en el negocio del contrabando de alcohol y ganan fama y dinero, pero no sin tener que enfrentarse a la policía y a pandillas rivales. Tom busca mantener contacto con su hermano Mike y su madre, la única persona quien realmente ama.

## Reparto
- James Cagney - Tom Powers
- Jean Harlow - Gwen Allen
- Edward Woods - Matt Doyle
- Joan Blondell as Mamie
- Donald Cook - Mike Powers
- Leslie Fenton - Nails Nathan
- Beryl Mercer - Ma Powers
- Robert Emmett O'Connor - Paddy Ryan
- Murray Kinnell - Putty Nose

## Comentarios
Esta película significó la consagración de James Cagney en la pantalla grande, como uno de los villanos más convincentes. La escena en la que James Cagney exprime un pomelo en el rostro de su novia, es incluso más famosa que la película (fue representada en un capítulo de Los Simpson, por ejemplo).[cita requerida]

## Distinciones
4.ª edición de los Premios Óscar
| Categoría       | Película                  | Resultado |
| --------------- | ------------------------- | --------- |
| Mejor argumento | John Bright Kubec Glasmon | Nominados |

La película significó el lanzamiento al estrellato de James Cagney. En 1998, la película fue considerada «cultural, histórica y estéticamente significativa» por la Biblioteca del Congreso de Estados Unidos y seleccionada para su preservación en el National Film Registry. Forma parte del AFI's 10 Top 10 en la categoría "Películas de gángsters".